# Rectoria de Santa Fe del Penedès
La Rectoria de Santa Fe del Penedès, o Ca la Sió, és un edifici del municipi de Santa Fe del Penedès (Alt Penedès) inclòs en l'Inventari del Patrimoni Arquitectònic de Catalunya.

## Descripció
Edifici construït l'any 1925, d'estil noucentista amb traces modernistes, de planta baixa i pis, amb la façana organitzada en dos cossos clarament diferenciats. El cos principal, més ample, presenta una distribució simètrica a partir de la disposició de les obertures: a la planta baixa la porta està al centre i té una finestra a cada banda, i al primer pis, hi ha una porta amb balcó de barana de ferro forjat amb dues finestres més petites a banda i banda. Per sobre de les obertures del primer pis hi ha una fina línia de cornisa, sobre la qual hi ha tres petites finestretes ovalades amb marc emmotllat, cadascuna alineada simètricament a sobre de les finestres del primer pis. Aquest cos principal està coronat per un terrat amb balustrada al centre de la qual s'obre un element semicircular a manera de capelleta, emmarcat amb trencadís i amb unes lletres de ciment que formen la inscripció "Vila Sió". A l'interior d'aquesta capelleta es pot veure una figureta de la Immaculada Concepció.
El cos lateral de l'edifici és més alt i estret, doncs està construït a mode de torre, presentant un tercer pis a l'alçada de la terrassa del cos principal. La façana d'aquest cos està resseguida per un marc de guix de dibuix geomètric.